# Deropeltis
Deropeltis är ett släkte av kackerlackor. Deropeltis ingår i familjen storkackerlackor.

## Dottertaxa tillDeropeltis, i alfabetisk ordning[1]
- Deropeltis abbreviata
- Deropeltis adelungi
- Deropeltis atra
- Deropeltis autraniana
- Deropeltis barbeyana
- Deropeltis basilewskyi
- Deropeltis brevipennis
- Deropeltis bueana
- Deropeltis camerunensis
- Deropeltis carbonaria
- Deropeltis comosa
- Deropeltis dichroa
- Deropeltis dmitriewi
- Deropeltis elgonensis
- Deropeltis erythrocephala
- Deropeltis erythropeza
- Deropeltis gracilis
- Deropeltis hanitschi
- Deropeltis impressa
- Deropeltis integerrima
- Deropeltis intermedia
- Deropeltis kachovskii
- Deropeltis kivuensis
- Deropeltis lesnei
- Deropeltis longipennis
- Deropeltis madecassa
- Deropeltis melanophila
- Deropeltis mossambica
- Deropeltis negus
- Deropeltis nigrita
- Deropeltis pallidipennis
- Deropeltis pallipes
- Deropeltis paulinoi
- Deropeltis peringueyi
- Deropeltis pilosa
- Deropeltis princisi
- Deropeltis robusta
- Deropeltis robustula
- Deropeltis rufipes
- Deropeltis schweinfurthi
- Deropeltis sculpturata
- Deropeltis stefaniniana
- Deropeltis straeleni
- Deropeltis triimpressa
- Deropeltis upembana
- Deropeltis wahlbergi
- Deropeltis verticalis
- Deropeltis zulu